# Numérotation officielle des communes suisses
La numérotation officielle des communes suisses est du ressort de l'Office fédéral de la statistique (OFS).
Les informations ci-dessous proviennent de l'Office fédéral de la statistique, site web Statistique suisse.

## Liste officielle des communes
La liste officielle des communes suisses doit être mise à jour par l'OFS en vertu de l'article 6 de l'ordonnance du 30 décembre 1970 sur les noms des lieux, des communes et des gares (RS 510.625). Cette liste est la référence fédérale concernant l'orthographe des noms de communes et est classée par canton et par district.

## Règles de numérotation
Comme indiqué ci-dessus, les communes sont classées par canton, selon l'ordre indiqué dans l'article premier de la Constitution de la Suisse, et par district, puis par ordre alphabétique. Un numéro incrémental est alors attribué à la commune, en prenant soin de laisser quelques valeurs vides lors du passage à un nouveau district ou canton. Cette règle n'est pas forcément tenue dans le cas de nouvelles communes créées ultérieurement.
À titre d'exemple :
| Canton | district | Numéro de commune | Nom                |
| ------ | -------- | ----------------- | ------------------ |
| ZH     | 101      | 1                 | Aeugst am Albis    |
| ZH     | 101      | 2                 | Affoltern am Albis |
| ....   |          |                   |                    |
| JU     | 2603     | 6806              | Vendlincourt       |

### Attribution des numéros
Ci-dessous, la liste des numéros attribués par cantons. 
| Canton de Zurich                      | 0001–0299 |
| Canton de Berne                       | 0301–0999 |
| Canton de Lucerne                     | 1001–1159 |
| Canton d'Uri                          | 1201–1229 |
| Canton de Schwytz                     | 1301–1379 |
| Canton d'Obwald                       | 1401–1409 |
| Canton de Nidwald                     | 1501–1519 |
| Canton de Glaris                      | 1601–1629 |
| Canton de Zoug                        | 1701–1719 |
| Canton de Fribourg                    | 2001–2339 |
| Canton de Soleure                     | 2401–2629 |
| Canton de Bâle-Ville                  | 2701–2709 |
| Canton de Bâle-Campagne               | 2761–2899 |
| Canton de Schaffhouse                 | 2901–2979 |
| Canton d'Appenzell Rhodes-Extérieures | 3001–3039 |
| Canton d'Appenzell Rhodes-Intérieures | 3101–3119 |
| Canton de Saint-Gall                  | 3201–3449 |
| Canton des Grisons                    | 3501–3989 |
| Canton d'Argovie                      | 4001–4329 |
| Canton de Thurgovie                   | 4401–4959 |
| Canton du Tessin                      | 5001–5329 |
| Canton de Vaud                        | 5401–5939 |
| Canton du Valais                      | 6001–6309 |
| Canton de Neuchâtel                   | 6401–6519 |
| Canton de Genève                      | 6601–6649 |
| Canton du Jura                        | 6701–6809 |

## Cas particuliers
L'OFS attribue un numéro à des fins statistiques à divers territoires qui ne sont ni des communes ni suisses pour certains.

### Kommunanz
Les territoires placés sous le contrôle de plusieurs communes sont nommés Kommunanz et disposent de leur propre numéro OFS.

### Lacs et forêts
En suisse, les lacs ne sont rattachés à aucune commune. Il en est de même pour la forêt domaniale du Galm.

### Territoires étrangers
Les communes du Liechtenstein, les enclaves de Büsingen am Hochrhein et de Campione d'Italia et la commune allemande de Constance se sont vu attribuer un numéro OFS. À l'exception de Constance, l'ensemble de ces territoires se situent dans la zone douanière suisse.